# تيري كولمان
تيري كولمان (بالإنجليزية: Terry Coleman)‏ هو سياسي أمريكي، ولد في 5 ديسمبر 1943. انتخب عضو مجلس نواب جورجيا.